# 8chan
8kun (precedentemente 8chan) o Infinitechan o Infinitychan (stilizzato come ∞chan) è un sito web imageboard in lingua inglese. 
Un proprietario modera ogni "scheda" (board), con una minima interazione da parte dell'amministrazione del sito. Dopo essere stato chiuso nell'agosto 2019, il sito è stato rimarchiato come 8kun ed è stato rilanciato nel novembre 2019.
Il sito era collegato al suprematismo bianco, al neonazismo, alla destra estrema, al razzismo, all'antisemitismo, al crimine d'odio e alle sparatorie di tipo terroristico.
Il sito è anche conosciuto per il suo ruolo come forum per la pedopornografia che ha avuto come conseguenza l'eliminazione dai risultati di ricerca di Google.
Diversi "board" del sito hanno avuto un ruolo attivo nel Gamergate, incoraggiando gli affiliati di Gamergate a frequentare 8chan dopo che le loro discussioni sono state bandite da 4chan.
8chan è stato il tremilaottocentotrentaduesimo sito più visitato al mondo (novembre 2014).
Come conseguenza della Strage di El Paso del 3 agosto 2019 e della Strage di Dayton il sito è stato rimosso dalla rete il 5 agosto 2019. Cloudflare ha smesso di fornire il servizio di Content Delivery Network.